# Yle

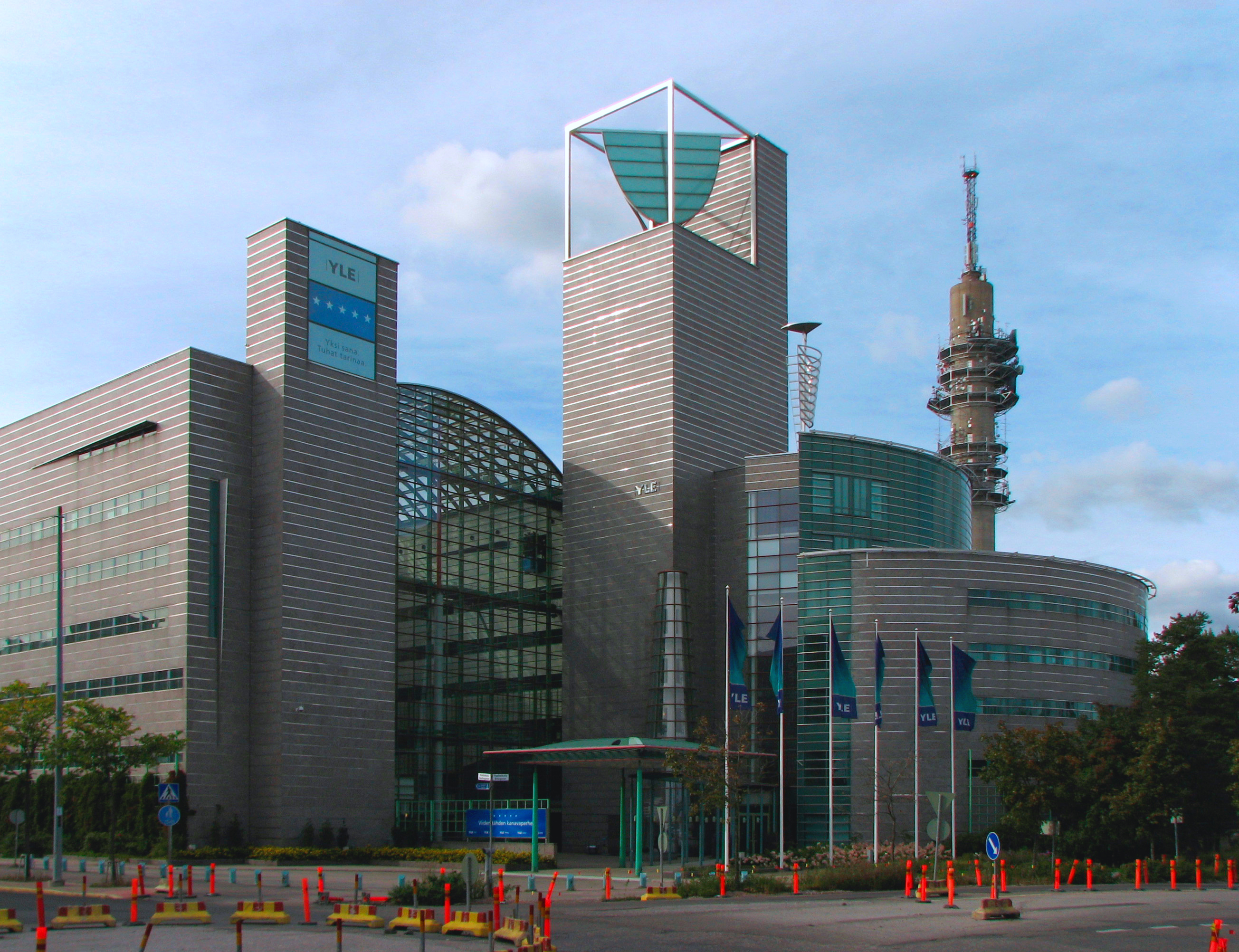
Vestiging te Helsinki

Yleisradio Oy of Rundradion Ab, afgekort als Yle, is een Finse publieke omroep, die in 1926 naar model van de Britse BBC werd opgericht. De Finse staat is voor 99,98% eigenaar van het bedrijf, dat gefinancierd wordt uit Yle-belasting.

## Geschiedenis
De omroep werd op 29 mei 1926 in Helsinki opgericht. De eerste radio-uitzending vond plaats op 9 september 1926, maar kon echter nog niet in heel Finland beluisterd worden. Vanaf 1928 konden alle delen van Finland de zender ontvangen. In 1934 veranderde de omroep van de naam OY Suomen Yleisradio - AB Finlands Rundradio naar het kortere Oy Suomen Yleisradio, sinds het was grotendeels in handen van de Finse overheid was gekomen.
In 1950 werd de omroep lid van de Europese Radio-unie.
Op 24 mei 1955 werd de eerste testtelevisie-uitzending gemaakt door studenten van de Universiteit van Aalto voor Wetenschap en Technologie in Helsinki. Die uitzending kon ontvangen worden door dertien mensen. In de jaren daarna werden er meer testtelevisie-uitzendingen gedaan. Op 1 februari 1958 werd het eerste Finse televisiekanaal ingeluid. Televisie werd al snel populair in Finland, waardoor de omroep in 1964 twee concurrerende zenders kon overnemen en die samenvoegen tot een tweede televisiezender genaamd  TV-ohjelma 2.
In 1994 moest de omroep van de wet ook de naam Rundradion erkennen als naam, vanwege het feit dat naast het Fins, ook het Zweeds een officiële taal in Finland is.
Aan het eind van de jaren negentig kon de omroep vanwege de nieuwe technische mogelijkheden een reeks nieuwe televisie- en radiozenders beginnen.
Vanaf januari 2014 zijn alle televisiezenders in Finland beschikbaar in HD.

## Yle-belasting
Vanaf de start van de omroep wordt er in Finland al kijk- en luistergeld opgehaald, dit financiert de omroep voor ongeveer 0,02% procent. Tussen 1927 en 1972 werd er ook kijk- en luistergeld opgehaald voor radio. Tot het einde van 2012 betaalde ieder huishouden met een televisie € 252,- per jaar, maar per 2013 is dit veranderd naar de zogenaamde Yle-belasting. Hierbij betaalt ieder persoon met een inkomen hoger dan € 7813 per jaar een bedrag dat oploopt van € 50,- tot € 140,-. Personen met een inkomen hoger dan € 20588,- betalen automatisch de € 140,- per jaar.

## Kanalen

### Radiozenders
- Yle Radio 1
- YleX
- Yle Radio Suomi
- Yle Puhe
- Yle X3M (Zweedstalig)
- Yle Radio Vega (Zweedstalig)
- Yle Sámi Radio (Samischtalig)
- Yle Mondo (Engelstalig)

### Televisiezenders
- Yle TV1
- Yle TV1 HD
- YLE TV2
- YLE TV2 HD
- Yle Teema
- Yle Teema HD
- Yle Fem (Zweedstalig)
- Yle Fem HD (Zweedstalig)
- TV Finland (Finstalig, maar alleen uitgezonden in Zweden)